# 中国网通

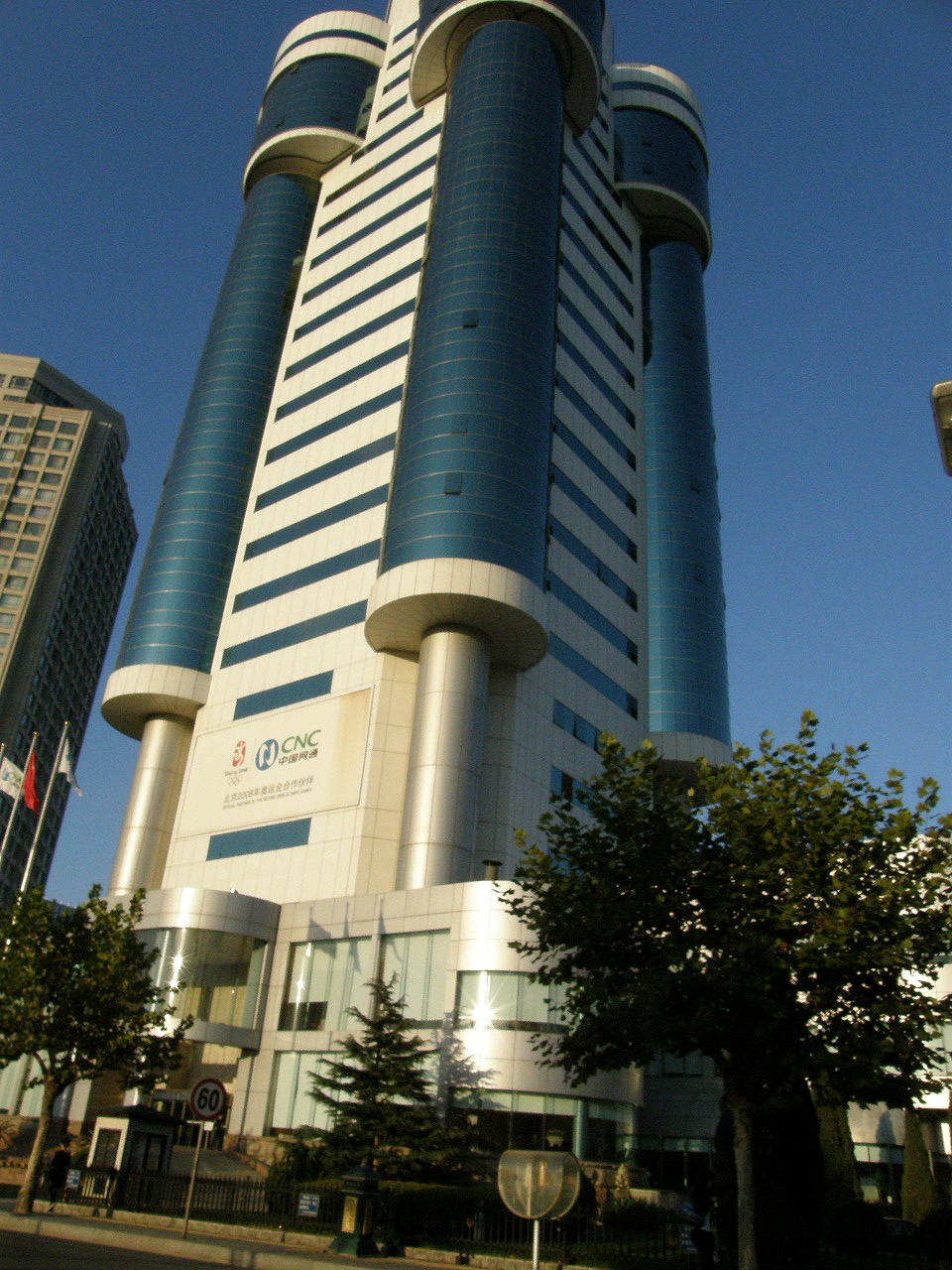
中国網絡通信

中國網絡通信集團公司（簡稱中國網通、CNC）現為中國綜合電信商中國聯通的一部份；合併前為中國固網電信商。

## 歷史

### 小网通时期

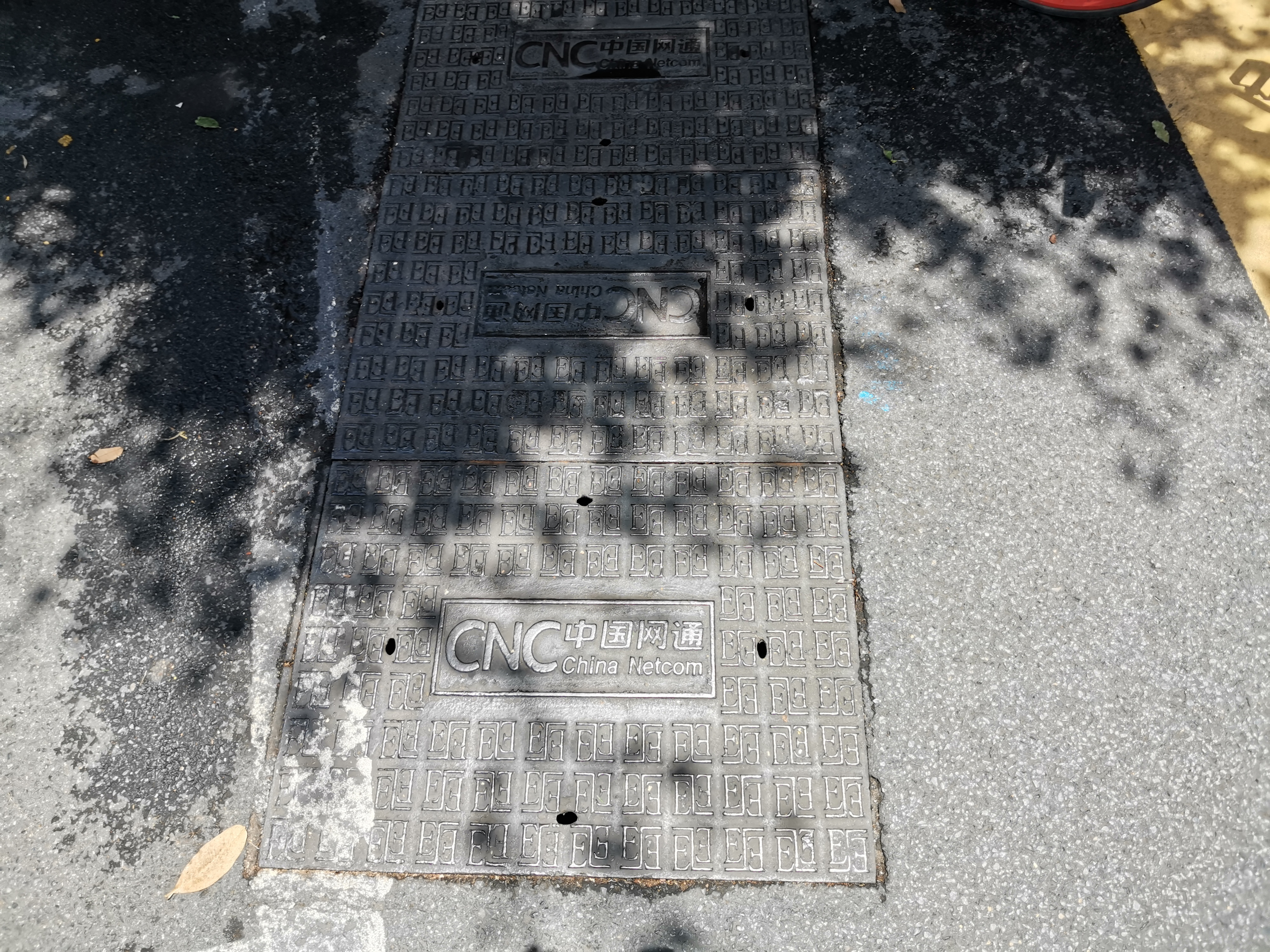
网通在深圳的井盖，有其第一代标志

中国网络通信有限公司（CNC，后为与网通集团区分，称作小网通）是在国务院以及信息产业部领导下。由中国科学院、广播电影电视总局、铁道部、上海市人民政府四家单位于1999年8月发起成立，主要从事新一代电信基础设施建设和提供全方位宽带网络电信服务。
网通公司建设并运营的中国网通高速宽带互联网CNCnet是中国第一个Pl/OWOM 全光纤PI骨干网，当时带宽40G。一期工程1999年8月开建，2000年10月28日开通并投入试运营。2001年正式启用。该项目一期工程已建成8490公里，106个中继站，17个节点，贯通了东南部的17个重点城市。

### 网通集团时期
2002年中国电信业重组，原中國電信於中國北方的業務并入网通，与小网通，吉通合并成立中国网络通信集团公司，主要是提供全面的固網電信業務服務網絡，主要覆蓋中國北方十個省、自治区、直轄市，當中包括北京、天津、山東、辽宁、黑龙江、吉林、河北、山西、河南、内蒙古等，包括固定電話服務、寬頻和其他互聯網相關服務，以及商務與數據通信服務；公司亦曾一度經營國際電信服務（其前身為亞洲環球電訊 Asia Global Crossing），但在2006年售予以馬世民為首的投資基金。中國網通的母公司亦持有香港主要綜合電訊服務供應商之一電訊盈科的20%權益，為其第二大股東。中國網通曾在香港交易所和紐約證券交易所上市，前上市編號0906（香港）/CN（紐約）。
公司在香港註冊，上市公司總裁（CEO）為田溯寧，主席為左迅生，控股股東為中國政府，西班牙主要電訊公司 Telefónica 則為公司的策略性股東。

### 并入联通
2008年10月6日起，中國網通將併入中國聯通，取消在香港交易所及紐約證券交易所的上市地位。
中國網通於香港聯交所買賣網通股份的最後日期及於紐約證券交易所買賣網通美國託存股份的最後日期預期為二零零八年十月六日（星期一）。
2008年10月14日，香港高等法院宣布同意中国联通和中国网通合并，10月15日，中国联通和中国网通宣布合并成功，在北京成立新的中國聯合網絡通信有限公司（英文仍沿用中国联通的China Unicom，标志亦为联通标志，但标志字体与联通原有标志不同），作为上市公司中国联合网络通信（香港）股份有限公司（China Unicom（Hong Kong）Limited）在中国大陆的运营公司。

## 外部連結
- 中國網通